# Qoryooley

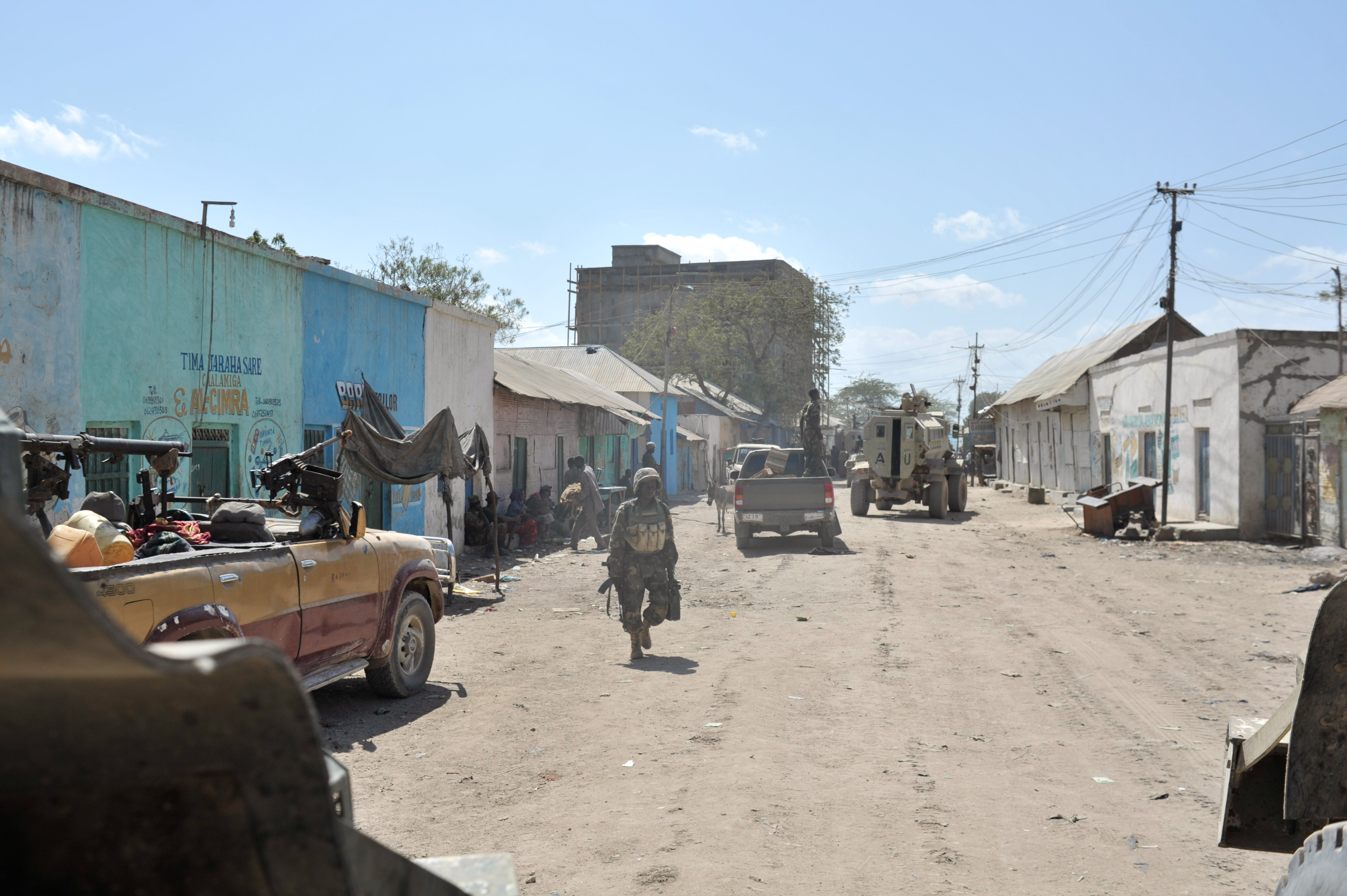
Troepen van de Afrikaanse vredesmacht AMISOM in de straten van Qoryooley, 22 maart 2014.

Qoryooley (ook: Coriole, Coriolei, Koriolay, Qoreyole, Qoryolay, Qoryoley, Qorgnioley, Qorycooley) is de hoofdplaats van het district Qoryooley in de gobolka (regio) Neder-Shabelle in Zuid-Somalië.
Qoryooley ligt aan de rivier de Shebelle in een geheel vlak, vruchtbaar en relatief dichtbevolkt landbouwgebied. Er werden hier voornamelijk bananen geteeld, aan beide zijden van de rivier. Een dam in de Shebelle controleerde de watertoevoer naar irrigatiekanalen. Tijdens de El Niño-regens van 1997-1998 begaf de dam het en schakelden de boeren over op granen, die minder water vragen. Ook veel wegen spoelden toen weg. De dam werd in 2009 weer opgebouwd door de landbouworganisatie van de Verenigde Naties (FAO). Ook in 1961 en 1981 waren er rond Qoryooley forse overstromingen.
De stad spreidt zich uit aan beide kanten van een lange onverharde weg met schaduwbrengende neembomen. Bijna geen enkel gebouw heeft een verdieping; alles is gemaakt van betonblokken en modderbakstenen. De winkels zijn voorzien van felgekleurde muurschilderingen waarop de waren worden aangeprezen. Er liggen een aantal grotere dorpen op korte afstand, zoals Jasiira, Gaaywarrow, Haduuman en Shiikh (alle ten oostzuidoosten van Qoryooley), Far Xaano (ten zuiden), Maanyomurug, Cabdi Cali, Furuqleey en Doon Buraale (alle ten zuidwesten van Qoryooley). De afstand naar de kust van de Indische Oceaan bedraagt 22 km.
Qoryooley ligt in het gebied van de Jiddo- en de Garresubclans. (Dit zijn subclans van de Digilclan die op zijn beurt weer een subclan is van de Rahanweyn). Af-Jiddu (ook: Af-Jiiddu) en Af-Garre zijn de meest gesproken talen in Qoryooley.

## Recente geschiedenis[5][7]

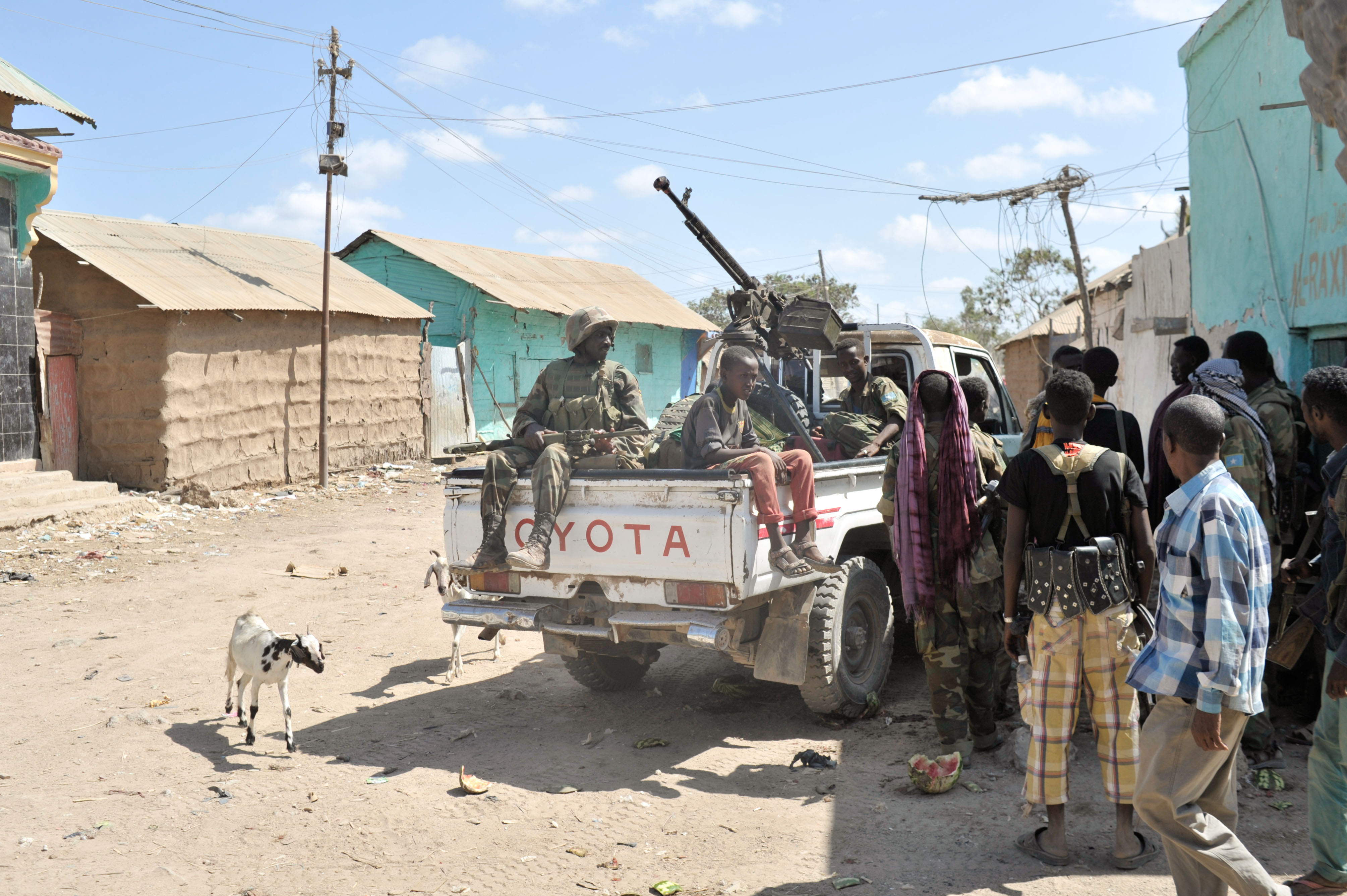
Troepen van het Somalische leger zitten op een zogenaamde "technical" tijdens de bevrijding van Qoryooley op 22 maart 2014.

Kort nadat Somalië in 1991 door burgeroorlog als een failed state uit elkaar was gevallen, namen clanmilities van de Haber-Gedir (een subclan van de Hawiye) de macht over in Neder-Shabelle. Zij eigenden zich land en andere eigendommen toe. Veel Digil/Jiddo's werden verdreven in wat wel een "clan cleansing" wordt genoemd. Vanaf 2002 – en waarschijnlijk reeds eerder – lijkt de macht in handen te zijn geweest van Sheikh Yusuf Mohamed Siyad «Indha-Adde» van de Haber-Gedirsubclan Ayr. Hij was gevestigd in de hoofdstad van de regio, Marka. Of zijn macht zich ook uitspreidde tot Qoryooley is niet duidelijk; de beschikbare informatie is fragmentarisch.
Na juni 2006 sloot «Indha-Adde» zich aan bij de Unie van Islamitische Rechtbanken, een groep van shariarechtbanken met milities die op dat moment hun macht in Somalië zeer snel uitbreidden ten koste van de formele federale overgangsregering, die toen zijn zetel had in Baidoa. De Unie van Rechtbanken had al snel heel Neder-Shabelle in handen. Maar toen de Rechtbanken enkele maanden later Baidoa dreigden in te nemen viel Ethiopië op 24 december 2006 Somalië binnen om de overgangsregering te redden en om de vestiging van een radicaal-islamitische staat te voorkomen. Al op 28 december hadden de Ethiopiërs Mogadishu bevrijd; de Rechtbanken vluchtten via Neder-Shabelle naar het zuiden richting Neder-Juba. De situatie in Qoryooley en de rest van Neder-Shabelle na de Ethiopische machtsovername is onduidelijk. Troepen van de overgangsregering – gesteund door Ethiopië – zouden ongeveer een half jaar (tot juni 2007) de macht hebben gehad in Qoryooley. Er ontstond al spoedig een rivaliteit tussen troepen van de overgangsregering en hun Ethiopische beschermers enerzijds, en anti-regeringsmilities anderzijds waarvan de Haber-Gedirclan Ayr het meest prominent was; zij moesten hun belangen, opgebouwd vanaf de jaren 90 beschermen. De bevolking steunde zelfs de regeringstroepen niet; deze bestonden voornamelijk uit clanmilities uit Puntland (van de Darod- en Majerteenclans) die in Neder-Shabelle als indringers werden gezien.
In juni 2007 namen clanmilities trouw aan «Indha-Adde» de macht in Qoryooley over na hevige gevechten met troepen van de overgangsregering. Het is onduidelijk hoelang zij aan de macht bleven, maar in oktober-november 2008 viel Qoryooley in handen van de afgesplitste militante jeugdbeweging van de verslagen Unie van Islamitische Rechtbanken. Deze beweging, Al-Shabaab, had zich intussen ontwikkeld tot een islamitische terreurgroep. In januari 2009 begon de Ethiopische terugtrekking. Al-Shabaab en Hizbul Islam, een verbond van vier andere restgroepen van de Unie van Rechtbanken, namen vervolgens de macht in heel Neder-Shabelle over; deze machtsovername was een feit in mei 2009. De grens tussen beide groepen was onduidelijk; zij raakten ook onderling regelmatig slaags. Uiteindelijk werd Hizbul Islam gedwongen op te gaan in Al-Shabaab (dec. 2010) en was de hele regio in handen van deze terreurgroep. De veiligheidssituatie in en rond Qoryooley verbeterde daardoor. Weliswaar moest de bevolking zich houden aan de strenge islamitische regelgeving, maar met de guerrillaoorlog tussen clanmilities was het afgelopen. Er kwamen (sharia)rechtbanken en wegversperringen werden verwijderd. Al-Shabaab won daardoor aan populariteit. Zelfs eigendomsconflicten tussen de oorspronkelijke bewoners en de clans die begin jaren 90 de regio waren binnengevallen, zoals de Haber-Gedir, werden beslecht, zij het op kleine schaal.
In totaal zou de bezetting van Qoryooley door Al-Shabaab ruim 5 jaar duren. In mei 2012 begon het Somalische regeringsleger, gesteund door de Afrikaanse Vredesmacht AMISOM een offensief om vanuit Mogadishu gebied op Al-Shabaab te heroveren. Verschillende stadjes in Neder-Shabelle werden bevrijd (zoals Afgooye, Marka en Wanlaweyn), maar het offensief stokte op 14 februari 2013 met de inname van Jannaale, circa 15 km van Qoryooley. In maart 2013 was Qoryooley daardoor een van de nog slechts drie stadjes binnen de Oegandese sector van AMISOM die nog in handen was van Al-Shabaab. Eerst op 22 maart 2014 werd de stad bevrijd door AMISOM, als onderdeel van de militaire operatie "Eagle". De gevechten hadden honderden ontheemden tot gevolg, die voornamelijk naar Marka trokken, de provinciehoofdstad van Neder-Shabelle en ook naar Lafoole in het district Kurtunwaarey. Ook werden in en rond Qoryooley diverse kopstukken van Al-Shabaab gearresteerd. Begin mei werd de stad bezocht door de Somalische premier Abdiweli Sheikh Ahmed, die de bevolking een hart onder de riem stak en beloofde iets te doen aan de slechte omstandigheden en veiligheidssituatie in en rond de stad. Qoryooley zuchtte op dat moment nog steeds onder een blokkade van Al-Shabaab dat vanuit het omringende platteland met geweld probeerde te verhinderen dat voedsel en goederen de stad bereikten. Voedselprijzen stegen sterk en ook de machtsverhoudingen op het platteland bleven nog geruime tijd fluïde. Op 4 mei schoot Al-Shabaab mortiergranaten af op de stad en vond een vuurgevecht van een uur plaats met Somalische troepen en op 19 mei vonden wederom schermutselingen met Al-Shabaab plaats rond Qoryooley. Eerst in juli 2014 werd het regionaal bestuur in Qoryooley hersteld, maar in augustus waren er wederom gevechten rond de stad.

## Klimaat
Qoryooley heeft een tropisch savanneklimaat; het hele jaar heet en droog. De gemiddelde jaartemperatuur is 26,4 °C. April is de warmste maand, gemiddeld 28,0 °C; juli is het koelste, gemiddeld 24,9 °C. De jaarlijkse regenval bedraagt circa 416 mm (ter vergelijking: in Nederland circa 800 mm). Van december t/m maart is er een lang droog seizoen, jiilaal genoemd, direct gevolgd door de grote regentijd (de zogenaamde Guregens) in april-mei. In de periode juni-september neemt de regenval gestaag af (haggaiperiode), met in oktober-november weer een kort regenseizoen (de zogenaamde Dayrregens). April is de natste maand met circa 93 mm neerslag. Overigens kan een en ander van jaar tot jaar sterk verschillen.